# ام‌وی سرناد
ام‌وی سرناد (به انگلیسی: MV Serenade) یک کشتی بود که طول آن 527 feet بود. این کشتی در سال ۱۹۵۸ ساخته شد.
این کشتی در ابتدا یک اقیانوس‌پیمای فرانسوی بود.